# Саад Ассіс
Саад Ассіс (італ. Saad Assis; 26 жовтня 1979, Сан-Паулу, Бразилія) — італійський та бразильський футзаліст. Нападник іспанського клубу «Барселона» та збірної Італії.

## Біографія
Саад Ассіс починав свою кар'єру в «Атлетіку Мінейру». У 1998 році молодіжна команда «Атлетіку», з Ассісом у складі, перемогла у фіналі Кубка Бразилії і після цього він був переведений до професійної (основної) команди, якраз перед матчами за Міжконтинентальний кубок. Він провів лише по 30 секунд на паркеті у 1-му та 3-му матчах і виграв разом з командою цей трофей. З «Атлетіку Мінейру» він виграв титул чемпіона Бразилії, а також три чемпіонати Мінейро. У чемпіонаті Бразилії 2000 року Саадові вдалося відзначитися 11 разів, причому в матчі проти «Васко да Гама» він забив 5 м'ячів. У 2000 році Саад вдруге, разом з «Атлетіку Мінейру» взяв участь у Міжконтинентальному кубку. Цього разу він приїхав основним гравцем і взяв участь в усіх трьох матчах (1 гол). Його команда посіла друге місце.
Після цього виступав у клубах «Універсідаде» та «Ульбра», у складі якої переміг у четвертому для себе чемпіонаті Мінейро. Після чергового успіху на батьківщині, на початку 2002 року переїхав до іспанської ліги до клубу «Мостолес», з яким підписав дворічну угоду. Пробувши там лише півсезону він повернувся до Бразилії, де грав у «Банеспі» та, знову, в «Універсідаде». Ассіс повернувся до Європи в сезоні 2005/06, проте цього разу в Італію. У «Лупаренсе» Саад виграв Кубок Італії і отримав італійське громадянство. Окрім того, у матчі проти «Аугусти», Саад вдруге у кар'єрі зробив пента-трик. У кінці 2005 року Саад взяв участь у благодійному матчі Хорватії проти збірної світу. Після одного сезону в Італії він повернувся до своєї колишньої команди «Мостолес», в якій провів два сезони. Перед сезоном 2008/2009 перейшов до «Барселони», разом з якою виграв чимало трофеїв.
Разом зі збірною Бразилії переміг у «Кубку Тигра», що проходив у Сінгапурі з 1 по 5 грудня 1999 року. Його гол з 12-метрового у додатковий час допоміг бразильцям здолати у півфіналі збірною Іспанії. Був кандидатом на потрапляння у список збірної Бразилії на чемпіонатах світу 2000 року. Також брав участь у «Кубку трьох/чотирьох націй» в 2002 та 2004 роках. У складі збірної Бразилії відзначився дублем у матчі проти збірної України на «Кубку пірамід» 5 жовтня 2003 року. У 2004 році зіграв за збірну Бразилії у низці товариських матчів проти збірних України Аргентини, Ірану та США, в яких відзначився двома забитими м'ячами.
Після отримання італійського громадянства Саад почав грати за збірну Італії, дебютувавши у 2007 році. Брав участь у чемпіонатах Європи 2007 (5 матчів, 1 гол, 2 гольові передачі), 2010 (в якому став найкращим бомбардиром, забивши 5 м'ячів) та 2012 років (5 матчів, 2 голи). Також брав участь у чемпіонатах світу 2008 (9 матчів, 3 голи, 2 гольові передачі) та 2012 років (7 матчів, 7 голів, 1 гольова передача), на яких збірна Італії досягала 3-го місця.

## Трофеї та нагороди

### Клубні трофеї
- Чемпіон Іспанії (3): 2011, 2012, 2013
- Чемпіон Бразилії: 1999[31]
- Чемпіон Мінейро (4): 1997, 1998, 1999, 2000
- Володар Кубка Іспанії (3): 2011, 2012, 2013
- Володар Кубка Короля Іспанії (4 (рекорд)): 2011, 2012, 2013, 2014
- Володар Суперкубка Іспанії: 2013
- Володар Кубка Італії: 2006
- Володар Кубка УЄФА (2): 2012, 2014
- Бронзовий призер Кубка УЄФА: 2013
- Володар Міжконтинентального кубка: 1998
- Володар Кубку Каталонії (5): 2008, 2009, 2010, 2013, 2014
- Володар молодіжного Кубка Бразилії: 1998

### Трофеї у збірній
Збірній Італії
- Чемпіон Європи: 2014
- Срібний призер чемпіонату Європи: 2007
- Бронзовий призер чемпіонату Європи: 2012
- Бронзовий призер чемпіонату світу (2): 2008, 2012

Збірній Бразилії
- Переможець «Кубка Тигра» (Сингапур): 1999

### Особисті нагороди
- Найкращий бомбардир чемпіонату Європи 2010[32]

## Статистика виступів

### Статистика виступів за клуби
Інформація станом на 1 березня 2015 року
| Клуб             | Сезон   | Ліга  | Ліга | Кубок | Кубок | Кубок Короля | Кубок Короля | Суперкубок | Суперкубок | Кубок УЄФА | Кубок УЄФА | Загалом | Загалом |
| Клуб             | Сезон   | Матчі | Голи | Матчі | Голи  | Матчі        | Голи         | Матчі      | Голи       | Матчі      | Голи       | Матчі   | Голи    |
| ---------------- | ------- | ----- | ---- | ----- | ----- | ------------ | ------------ | ---------- | ---------- | ---------- | ---------- | ------- | ------- |
| Атлетіку Мінейру | 2000    | ?     | 11   | ?     | ?     | -            | -            | -          | -          | -          | -          | ?       | ?       |
| Ульбра/Шевроле   | 2001    | ?     | 6    | ?     | ?     | -            | -            | -          | -          | -          | -          | ?       | ?       |
| Мостолес         | 2001/02 | 12    | 14   | 0     | 0     | 0            | 0            | 0          | 0          | 0          | 0          | 12      | 14      |
| Банеспа          | 2003    | ?     | 17   | ?     | ?     | -            | -            | -          | -          | -          | -          | ?       | ?       |
| Ульбра           | 2004    | ?     | 13   | ?     | ?     | -            | -            | -          | -          | -          | -          | ?       | ?       |
| Ліпаренсе        | 2005/06 | 12    | 9    | 3     | 2     | 0            | 0            | 0          | 0          | 0          | 0          | 15      | 11      |
| Мостолес         | 2006/07 | 27    | 18   | 3     | 1     | 0            | 0            | 0          | 0          | 0          | 0          | 30      | 19      |
| Мостолес         | 2007/08 | 30    | 14   | 3     | 0     | 0            | 0            | 0          | 0          | 0          | 0          | 33      | 14      |
| Мостолес         | Загалом | 57    | 32   | 6     | 1     | 0            | 0            | 0          | 0          | 0          | 0          | 63      | 33      |
| Барселона        | 2008/09 | 29    | 8    | 2     | 0     | 0            | 0            | 0          | 0          | 0          | 0          | 31      | 8       |
| Барселона        | 2009/10 | 34    | 11   | 2     | 1     | 0            | 0            | 0          | 0          | 0          | 0          | 36      | 12      |
| Барселона        | 2010/11 | 39    | 13   | 2     | 1     | 4            | 3            | 0          | 0          | 0          | 0          | 45      | 17      |
| Барселона        | 2011/12 | 31    | 7    | 3     | 1     | 4            | 2            | 1          | 0          | 7          | 2          | 46      | 12      |
| Барселона        | 2012/13 | 31    | 12   | 3     | 0     | 3            | 1            | 1          | 0          | 4          | 1          | 42      | 14      |
| Барселона        | 2013/14 | 32    | 8    | 4     | 0     | 6            | 3            | 2          | 0          | 5          | 0          | 49      | 11      |
| Барселона        | 2014/15 | 22    | 6    | 0     | 0     | 2            | 1            | 1          | 0          | 3          | 2          | 28      | 9       |
| Барселона        | Загалом | 218   | 65   | 15    | 2     | 19           | 10           | 5          | 0          | 19         | 5          | 276     | 82      |

## Технічні дані
Лівоногий вінгер.